# فيكتور بوبوف
فيكتور بوبوف (بالروسية: Попов, Виктор Николаевич)‏ هو فيزيائي روسي، ولد في 27 أكتوبر 1937، وتوفي في 16 أبريل 1994.